# Wirich Philipp von Daun
(Da l'Arpa Discordata, Francesco Antonio Tarizzo)
Wirich Philipp Lorenz von und zu Daun, principe di Teano, italianizzato in Virico Daun (Vienna, 19 ottobre 1669 – Vienna, 30 luglio 1741), è stato un generale austriaco, feldmaresciallo distintosi durante la guerra di successione spagnola, padre del feldmaresciallo Leopold Joseph Daun.

## Biografia
Figlio del feldmaresciallo austriaco Wilhelm Johann Anton von Daun e di sua moglie, la contessa Anna Maria Magdalena von Althann, Wirich Philipp nacque a Vienna. Intrapresa la carriera militare sotto la bandiera di suo padre, combatté sotto il comando del feldmaresciallo Eugenio di Savoia nella guerra di successione spagnola. Durante l'assedio di Torino del 1706, Wirich ottenne la sua maggior gloria, mantenendo il controllo della cittadella e della città stessa, dal 17 giugno al 7 settembre, quando Torino fu liberata. Successivamente, tra il 27 settembre e il 4 ottobre, assediò e prese Pavia.
Assediò e conquistò Gaeta il 30 settembre 1707, gettando le basi per la costituzione in loco del primo nucleo della marina militare austriaca. Successivamente saccheggiò Forlì nel 1708, avanzando nelle legazioni pontifice e, con il maresciallo Claude-Louis-Hector de Villars, costrinse il papa Clemente XI a sottoscrivere la pace con Giuseppe I. Nel 1713 l'arciduca Carlo, senza il consenso dell'imperatore Giuseppe I lo nominò comandante generale delle truppe austriache e viceré di Napoli dopo avergli ottenuto le insegne del Toson d'Oro, il grandato di Spagna e, nel 1710, il titolo personale di principe di Teano (oggi in provincia di Caserta), feudo precedentemente confiscato alla duchessa di Medina-Sidonia. La sua nomina venne successivamente ufficializzata dallo stesso imperatore che nel 1718 lo nominò comandante dell'intero contingente austriaco nella campagna in Sicilia (Guerra della Quadruplice Alleanza).
Nel 1719 venne richiamato a Vienna ove rimase sino al 1725 con l'incarico di direttore dell'artiglieria della capitale. Durante questo periodo commissionò quello che oggi è noto come Palazzo Kinsky all'architetto Lucas von Hildebrand.
Nel 1724, in seguito all'assenza di Eugenio di Savoia, venne nominato ad interim alla carica di governatore dei Paesi Bassi austriaci, venendo poi rimpiazzato con l'arciduchessa Maria Elisabetta d'Asburgo, sorella dell'imperatore Carlo VI. La situazione nei Paesi Bassi austriaci era particolarmente difficile a causa della cattiva amministrazione condotta dal precedente plenipotenziario, il ministro Hercule-Louis Turinetti, marchese di Prié. Daun approfittò dell'atmosfera positiva seguita alla dipartita del Prié per rafforzare e riformare l'organizzazione militare e l'amministrazione locale, incorporando tra l'altro l'esercito locale direttamente tra le schiere delle forze imperiali.
Dal 1725 fu governatore di Milano, rimanendo in carica sino al 1736 quando venne costretto ad abbandonare la città di fronte alle preponderanti forze di re Carlo Emanuele III di Savoia. Caduto ormai in disgrazia, tentò di giustificarsi e venne infine riabilitato per il fallimento militare che aveva portato alla perdita temporanea del dominio milanese, ma preferì ritirarsi a vita privata a Vienna, ove morì nel 1741, venendo sepolto nella Georgskapelle della Chiesa di Sant'Agostino.
Fu padre di Leopold Joseph, conte di Daun, anch'egli Feldmaresciallo imperiale nel Settecento.
Il Comune di Torino gli ha intitolato una breve via, nel quartiere Borgata Vittoria, insieme a molti altri protagonisti dell'assedio.

## Ascendenza
|                                                |                            |                                  | Genitori                              |  |  | Nonni |  |  | Bisnonni                             |  |  | Trisnonni                               |  |
|                                                |                            |                                  |                                       |  |  |       |  |  | Karl von Daun, signore di Kallenborn |  |  | Wilhelm von Daun, signore di Kallenborn |  |
|                                                |                            |                                  |                                       |  |  |       |  |  | Karl von Daun, signore di Kallenborn |  |  | Wilhelm von Daun, signore di Kallenborn |  |
|                                                |                            | Anna Schenk von Schmidtburg      |                                       |  |  |       |  |  | Karl von Daun, signore di Kallenborn |  |  |                                         |  |
| Philipp Ernst von Daun, signore di Hollenfeltz |                            |                                  |                                       |  |  |       |  |  | Karl von Daun, signore di Kallenborn |  |  |                                         |  |
|                                                |                            | Maria Agnes von Hagen            | Johann Heinrich von Hagen             |  |  |       |  |  |                                      |  |  |                                         |  |
|                                                |                            | Maria Agnes von Hagen            | Johann Heinrich von Hagen             |  |  |       |  |  |                                      |  |  |                                         |  |
|                                                |                            | Maria Agnes von Hagen            | …                                     |  |  |       |  |  |                                      |  |  |                                         |  |
| Wilhelm Johann Anton von Daun                  |                            | Maria Agnes von Hagen            |                                       |  |  |       |  |  |                                      |  |  |                                         |  |
|                                                |                            | ?                                | ?                                     |  |  |       |  |  |                                      |  |  |                                         |  |
|                                                |                            | ?                                | ?                                     |  |  |       |  |  |                                      |  |  |                                         |  |
|                                                |                            | ?                                | ?                                     |  |  |       |  |  |                                      |  |  |                                         |  |
| Maria Ursula Groschlag von Diepurg             |                            | ?                                |                                       |  |  |       |  |  |                                      |  |  |                                         |  |
|                                                |                            | ?                                | …                                     |  |  |       |  |  |                                      |  |  |                                         |  |
|                                                |                            | ?                                | …                                     |  |  |       |  |  |                                      |  |  |                                         |  |
|                                                |                            | ?                                | …                                     |  |  |       |  |  |                                      |  |  |                                         |  |
| Wirich Philipp von Daun                        |                            | ?                                |                                       |  |  |       |  |  |                                      |  |  |                                         |  |
|                                                | Johann Baptist von Althann | Eustachius von Althann           |                                       |  |  |       |  |  |                                      |  |  |                                         |  |
|                                                | Johann Baptist von Althann | Eustachius von Althann           |                                       |  |  |       |  |  |                                      |  |  |                                         |  |
|                                                | Johann Baptist von Althann | Elisabeth Ennenkl                |                                       |  |  |       |  |  |                                      |  |  |                                         |  |
| Eustachius Rudolf von Althann                  | Johann Baptist von Althann |                                  |                                       |  |  |       |  |  |                                      |  |  |                                         |  |
|                                                |                            | Anna Johanna von Trauttmansdorff | Wolfgang Dietrich von Trauttmansdorff |  |  |       |  |  |                                      |  |  |                                         |  |
|                                                |                            | Anna Johanna von Trauttmansdorff | Wolfgang Dietrich von Trauttmansdorff |  |  |       |  |  |                                      |  |  |                                         |  |
|                                                |                            | Anna Johanna von Trauttmansdorff | Christina Volkra                      |  |  |       |  |  |                                      |  |  |                                         |  |
| Anna Maria Magdalena von Althann               |                            | Anna Johanna von Trauttmansdorff |                                       |  |  |       |  |  |                                      |  |  |                                         |  |
|                                                |                            | Balthasar von Teuffenbach        | Jakob von Teuffenbach                 |  |  |       |  |  |                                      |  |  |                                         |  |
|                                                |                            | Balthasar von Teuffenbach        | Jakob von Teuffenbach                 |  |  |       |  |  |                                      |  |  |                                         |  |
|                                                |                            | Balthasar von Teuffenbach        | Maria Margareta von Purgstall         |  |  |       |  |  |                                      |  |  |                                         |  |
| Anna Margareta von Teuffenbach                 |                            | Balthasar von Teuffenbach        |                                       |  |  |       |  |  |                                      |  |  |                                         |  |
|                                                |                            | Eva Maria von Pranckh            | ?                                     |  |  |       |  |  |                                      |  |  |                                         |  |
|                                                |                            | Eva Maria von Pranckh            | ?                                     |  |  |       |  |  |                                      |  |  |                                         |  |
|                                                |                            | Eva Maria von Pranckh            | ?                                     |  |  |       |  |  |                                      |  |  |                                         |  |
|                                                |                            | Eva Maria von Pranckh            |                                       |  |  |       |  |  |                                      |  |  |                                         |  |